# Station Kensal Rise
Kensal Rise is een spoorwegstation van London Overground aan de North London Line, gelegen in de Londense wijk Kensal Green. 

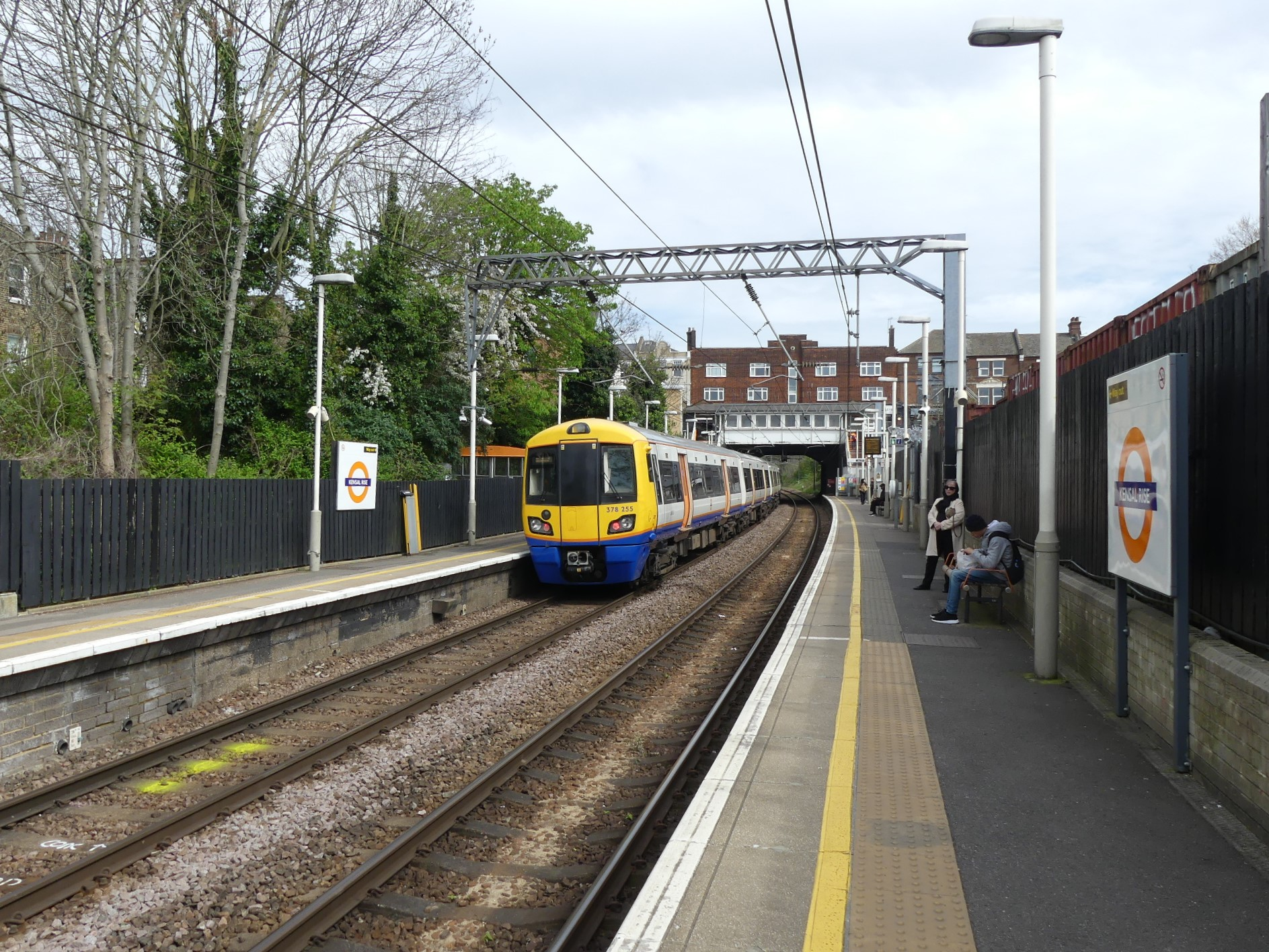
Perrons